# Färöische Fußballmeisterschaft der Frauen 2011
Die Färöische Fußballmeisterschaft der Frauen 2011 wurde in der 1. Deild genannten ersten färöischen Liga ausgetragen und war insgesamt die 27. Saison. Sie startete am 3. April 2011 und endete am 8. Oktober 2011.
Die Aufsteiger B36 Tórshavn und HB Tórshavn kehrten nach zwei beziehungsweise vier Jahren in die höchste Spielklasse zurück. Meister wurde Titelverteidiger KÍ Klaksvík, die den Titel somit zum zwölften Mal in Folge und zum 13. Mal insgesamt erringen konnten.
Im Vergleich zur Vorsaison verschlechterte sich die Torquote auf 3,95 pro Spiel, was den niedrigsten Schnitt seit 1994 bedeutete. Den höchsten Sieg erzielte KÍ Klaksvík durch ein 9:0 im Heimspiel gegen HB Tórshavn am dritten Spieltag, was zugleich das torreichste Spiel darstellte.

## Modus
In der 1. Deild spielte jede Mannschaft an 20 Spieltagen jeweils vier Mal gegen jede andere. Die punktbeste Mannschaft zu Saisonende stand als Meister dieser Liga fest.

## Saisonverlauf
KÍ Klaksvík und AB Argir waren nach drei Spielen gleichauf, sie trennten sich im direkten Duell am vierten Spieltag 1:1. Das Rückspiel am siebten Spieltag entschied KÍ vor Heimpublikum mit 5:3 für sich, die Führung gaben sie daraufhin nicht mehr ab. Auch am 13. Spieltag behielt KÍ Klaksvík im Auswärtsspiel gegen AB mit 2:1 die Oberhand. Die Entscheidung um die Meisterschaft fiel schließlich am 18. Spieltag, als beide Mannschaften zum letzten Mal aufeinandertrafen und KÍ zu Hause mit 2:1 siegte.

## Abschlusstabelle
| Pl. | Verein             | Sp. | S  | U | N  | Tore    | Diff. | Punkte |
| --- | ------------------ | --- | -- | - | -- | ------- | ----- | ------ |
| 1.  | KÍ Klaksvík (M, P) | 20  | 19 | 1 | 0  | 083:100 | +73   | 58     |
| 2.  | AB Argir           | 20  | 14 | 2 | 4  | 056:220 | +34   | 44     |
| 3.  | B36 Tórshavn (N)   | 20  | 8  | 4 | 8  | 027:340 | −7    | 28     |
| 4.  | Víkingur Gøta      | 20  | 6  | 3 | 11 | 039:460 | −7    | 21     |
| 5.  | Skála ÍF           | 20  | 3  | 4 | 13 | 018:540 | −36   | 13     |
| 6.  | HB Tórshavn (N)    | 20  | 1  | 2 | 17 | 009:720 | −63   | 05     |

| (N) | Aufsteiger       |
| (M) | Meister 2020     |
| (P) | Pokalsieger 2020 |

## Spiele und Ergebnisse
|               | AB  | AB     | B36 | B36 | HB  | HB     | KÍ  | KÍ  | Skála | Skála | Vík | Vík |
| ------------- | --- | ------ | --- | --- | --- | ------ | --- | --- | ----- | ----- | --- | --- |
| AB Argir      |     |        | 5:0 | 1:0 | 4:0 | 3:0    | 1:1 | 1:2 | 6:1   | 3:0   | 4:1 | 2:0 |
| B36 Tórshavn  | 2:2 | 00:3 1 |     |     | 3:1 | 2:0    | 0:3 | 1:2 | 1:0   | 3:2   | 4:3 | 0:0 |
| HB Tórshavn   | 0:5 | 0:1    | 1:1 | 0:4 |     |        | 1:4 | 0:8 | 0:1   | 2:3   | 0:4 | 1:3 |
| KÍ Klaksvík   | 5:3 | 2:1    | 2:0 | 4:0 | 9:0 | 8:0    |     |     | 5:0   | 6:0   | 2:1 | 7:0 |
| Skála ÍF      | 0:4 | 1:2    | 2:0 | 0:0 | 1:2 | 1:1    | 0:3 | 0:4 |       |       | 0:5 | 0:0 |
| Víkingur Gøta | 2:5 | 2:3    | 2:3 | 1:3 | 4:0 | 0-:- 2 | 1:4 | 0:2 | 3:3   | 4:3   |     |     |

## Torschützenliste
Bei gleicher Anzahl von Treffern sind die Spielerinnen nach dem Nachnamen alphabetisch geordnet.
| Platz | Spieler             | Mannschaft    | Tore |
| ----- | ------------------- | ------------- | ---- |
| 1     | Rannvá Andreasen    | KÍ Klaksvík   | 29   |
| 2     | Heidi Sevdal        | Víkingur Gøta | 16   |
| 3     | Sofía Purkhús       | KÍ Klaksvík   | 14   |
| 4     | Mona Breckman       | AB Argir      | 13   |
| 5     | Ásleyg Súnadóttir   | AB Argir      | 12   |
| 6     | Sigrid Jacobsen     | KÍ Klaksvík   | 11   |
| 7     | Margit Magnusdóttir | B36 Tórshavn  | 10   |
| 8     | Fríðrún Danielsen   | Skála ÍF      | 07   |
| 8     | Malena Josephsen    | KÍ Klaksvík   | 07   |
| 8     | Maria Thomsen       | KÍ Klaksvík   | 07   |

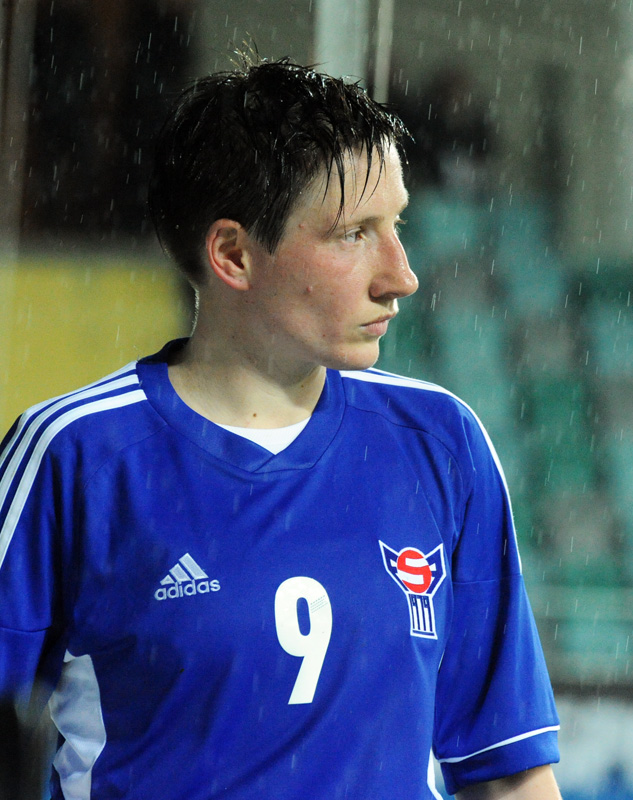
Torschützenkönigin Rannvá Andreasen

Dies war nach 1997, 1998, 2002, 2003, 2004, 2006, 2008, 2009 und 2010 der zehnte Titel für Rannvá B. Andreasen.

## Trainer
| Mannschaft    | Trainer              | Spieltage |
| ------------- | -------------------- | --------- |
| AB Argir      | Lennard Petersen     | 1–20      |
| B36 Tórshavn  | Jacob Thomsen        | 1–20      |
| HB Tórshavn   | Allan Dybczak        | 1–20      |
| KÍ Klaksvík   | Erik Ernesto Nielsen | 1–20      |
| Skála ÍF      | Birnir Hauksson      | 1–20      |
| Skála ÍF      | Kaysten Rasmussen    | 1         |
| Víkingur Gøta | Ingun Hansen         | 1–20      |

Während der Saison gab es keine Trainerwechsel.

## Spielstätten
In Klammern sind bei mehreren aufgeführten Stadien die Anzahl der dort ausgetragenen Spiele angegeben.
| Mannschaft    | Stadion          | Spielort   |
| ------------- | ---------------- | ---------- |
| AB Argir      | Inni í Vika      | Argir      |
| B36 Tórshavn  | Gundadalur       | Tórshavn   |
| HB Tórshavn   | Gundadalur (9)   | Tórshavn   |
| HB Tórshavn   | Sarpugerði (1)   | Norðragøta |
| KÍ Klaksvík   | Við Djúpumýrar   | Klaksvík   |
| Skála ÍF      | Undir Mýruhjalla | Skáli      |
| Víkingur Gøta | Sarpugerði       | Norðragøta |

## Schiedsrichter
Folgende Schiedsrichter, darunter auch einer aus Brasilien, leiteten die 58 ausgetragenen und gewerteten Erstligaspiele:
| Name                      | Stammverein     | Spiele |
| ------------------------- | --------------- | ------ |
| Súni Fríði Barbá          | 07 Vestur       | 09     |
| Dánjal Mouritsson Joensen | Undrið FF       | 07     |
| Magnus Jørmundsson        | ÍF Fuglafjørður | 07     |
| Elsa Andreasen            | EB/Streymur     | 06     |
| Kári á Høvdanum           | Víkingur Gøta   | 05     |
| Jákup Louis Stenberg      | AB Argir        | 04     |
| Jóhann í Króki            | B36 Tórshavn    | 03     |
| Dia Lamhauge              | NSÍ Runavík     | 02     |
| Johan Petur Michelsen     | HB Tórshavn     | 02     |
| Karl Marius Poulsen       | KÍ Klaksvík     | 02     |
| Óli Gilsstein Samuelsen   | KÍ Klaksvík     | 02     |
| Alex Troleis              | B68 Toftir      | 02     |

Weitere acht Schiedsrichter leiteten jeweils ein Spiel.

## Die Meistermannschaft
In Klammern sind die Anzahl der Einsätze sowie die dabei erzielten Tore genannt.
| 1. | KÍ Klaksvík |
|    | Rannvá Andreasen (20/29) \| Sølvá B. Andreasen (2/0) \| Monika Biskopstø (1/0) \| Sigrid Jacobsen (20/11) \| Gunnrið F. Joensen (9/0) \| Una Joensen (14/0) \| Ásla Johannesen (3/0) \| Malena Josephsen (20/7) \| Bára Klakstein (17/0) \| Eyðvør Klakstein (17/5) \| Vár Jenny Lydersen (6/0) \| Paula Mikkelsen (13/3) \| Sofía Purkhús (17/14) \| Elsa Maria Simonsen (18/0) \| Petra Sjóstein (1/0) \| Tove Sólheyg (13/1) \| Ann Stauss (16/0) \| Ása Thomsen (14/1) \| Maria Thomsen (18/7) \| Randi Wardum (20/2) ohne Einsatz: Tina Joensen \| Ása Klein Olsen \| Ragna B. Patawary - Trainer: Erik Ernesto Nielsen |

## Nationaler Pokal
Im Landespokal gewann Meister KÍ Klaksvík mit 1:0 gegen AB Argir und erreichte dadurch das Double.

## Europapokal
2011/12 spielte KÍ Klaksvík als Meister des Vorjahres in der Qualifikationsrunde der UEFA Women’s Champions League. Das erste Spiel konnte mit 1:0 gegen FC Mosta (Malta) gewonnen werden, in den restlichen beiden Spielen unterlag die Mannschaft mit 2:4 gegen ŽFK Spartak Subotica (Serbien) sowie mit 0:5 gegen Glasgow City LFC (Schottland). Die Gruppe wurde somit auf dem dritten Platz beendet.